# David Frum
Pour les articles homonymes, voir Frum.
David Frum (né le 30 juin 1960 à Toronto) est l'ancien auteur des discours du président américain George W. Bush et un éditorialiste néo-conservateur réputé, membre de l’American Enterprise Institute. 

## Biographie
Né à Toronto au Canada, Frum est le fils de la journaliste canadienne libérale Barbara Frum (1937-1992). 
Diplômé de l'université de Toronto, de Yale et d'Harvard, Frum, bien que canadien, fut nommé en 2001 au sein de l'administration de la Maison-Blanche de George W. Bush. 
Assistant du président chargé de la rédaction des discours économiques de janvier 2001 à février 2002, Frum est un membre du mouvement néo-conservateur américain. 
En 2003, il publie des livres louangeurs sur George W. Bush (The Right Man: The Surprise Presidency of George W. Bush). 
Frum est l'auteur de l'expression axe du mal citée par Bush lors de son discours au Congrès en janvier 2002. Il est membre de Bilderberg. Il considère l'aide sociale nuisible.
Le dernier livre de Frum, intitulé La fin du mal (An End to Evil) fut coécrit avec le néo-conservateur Richard Perle. 
Frum a publié des éditoriaux dans de nombreux journaux dont The Weekly Standard (néo-conservateur), Forbes magazine (conservateur), The Wall Street Journal (conservateur), National Review, au National Post du Canada. Il a écrit pour la revue conservatrice Égards.
Ancien membre du comité directeur du groupe Bilderberg.

## Dans la culture populaire
Dans le film W. : L'Improbable Président (2008) d'Oliver Stone, son rôle est joué par Colin Hanks.

## Ouvrages
- Why Romney Lost (And what the GOP can do about it), (2012)  ASIN B00A3EOVKS
- An End to Evil: How to Win the War on Terror (en) (avec Richard Perle), 2003  (ISBN 1400061946)
- The Right Man: The Surprise Presidency of George W. Bush, 2003  (ISBN 0375509038)
- How We Got Here: The 70's: The Decade That Brought You Modern Life -For Better or Worse, 2000  (ISBN 0465041965)
- What's Right: The New Conservative Majority and the Remaking of America, 1997  (ISBN 0465041981)
- Dead Right, 1995  (ISBN 0465098258)